# Marcus Simplicius Quietus
Marcus Simplicius Quietus war ein im 3. Jahrhundert n. Chr. lebender Angehöriger des römischen Ritterstandes (Eques).
Durch eine Weihinschrift auf einem Altar, der beim Kastell Vetus Salina gefunden wurde und der auf 211/222 datiert wird, ist belegt, dass Quietus Tribun der Cohors III Batavorum milliaria equitata Antoniniana war. Quietus weihte den Altar der Göttin Vagdavercustis.